# Кузнецов, Василий Андреевич
Василий Андреевич Кузнецов (9 мая 1916 — 26 марта 1987) — командир отделения разведки батареи 464-го артиллерийского полка (6-я гвардейская мотострелковая бригада, 5-й гвардейский танковый корпус, 6-я гвардейская танковая армия, 2-й Украинский фронт), гвардии сержант, участник Великой Отечественной войны, кавалер ордена Славы трёх степеней.

## Биография
Родился 9 мая 1916 года в селе Большая Тарасовка Рахмановской волости Николаевского уезда Самарской губернии, (ныне Перелюбского района Саратовской области) в семье крестьянина. Русский. С 1932 года жил в Москве, окончил 8 классов вечерней школы. С 1933 года работал слесарем-инструменталыщиком на авиационном заводе. 
В 1938-1940 годах проходил срочную службу в Красной армии, участник похода в Западную Белоруссию 1939 года. 
В июне 1941 года был вновь призван в армию Дзержинским райвоенкоматом города Москвы. На фронте в Великую Отечественную войну с августа 1941 года. 
К осени 1942 года воевал разведчиком батареи противотанковых орудий 69-й танковой бригады. Участвовал в боях на Сталинградском, затем Донском, фронтах.
4 октября 1942 года своевременно обнаружил появление автомашин противника, три из которых были разбиты огнём орудий. Наблюдая за передвижением пехоты, обнаружил наблюдательный пункт гитлеровцев, который также был разбит артиллерией. Выполняя обязанности связиста, устранил неисправность телефонной линии. За эти бои получил первую боевую награду - медаль «За боевые заслуги».
После Сталинградской битвы воевал на Воронежском, 1-м Украинском фронтах. Летом 1943 года красноармеец Кузнецов старшим разведчиком 464-го гвардейского артиллерийского полка 6-й гвардейской мотострелковой бригады. Участвовал в сражении на Курской дуге, освобождении Украины.
9 июля 1943 года у села Лучки (Курчатовский район Курской области) красноармеец Кузнецов обнаружил зенитную и миномётную батареи, большое скопление пехоты противника. По его целеуказаниям эти цели были накрыты массированным артиллерийским огнём. 17 августа близ села Пархомовка (ныне Краснокутский район Харьковской области, Украина) установил расположение сил и средств противника и доставил эти сведения командованию. 
23 ноября на подступах к селу Новые Петровцы (Вышгородский район Киевской области) вместе с другими разведчиками преследуя отступающего противника, сразил из автомата около 10 гитлеровцев и трёх взял в плен. Был представлен к награждению медалью «За отвагу».
Приказом по войскам 5-го гвардейского танкового корпуса от 20 февраля 1944 года (№5/н) красноармеец Кузнецов Василий Андреевич награждён орденом Славы 3-й степени.
Вновь отличился в боях в ходе Ясско-Кишинёвской операции. В этих боях командовал отделением разведки того же дивизиона.
26 августа 1944 года в районе города Фокшаны (Румыния) гвардии младший сержант Кузнецов обнаружил дзот и 4 открытые пулемётные точки, которые по его целеуказаниям были разбиты огнём батареи. Продвигаясь вместе с пехотой, форсировал реку Путна. С отделением восстановил взорванный противником мост, тем самым обеспечил продвижение по нему своих автомашин. 29 августа в боях за город Плоешти (Румыния) обнаружил и сразил из личного оружия вражеского разведчика-корректировщика. За время боёв на территории Румынии с 20 по 30 августа лично захватил в плен вражеских солдат.
Приказом по войскам 6-й гвардейской танковой армии от 19 августа ( № 46/н) гвардии младший сержант Кузнецов Василий Андреевич награждён орденом Славы 2-й степени.
В октябре 1944 года в составе своего полка принимал участие в Дебреценской наступательной операции, после окончания которой был выведен в резерв фронта. 
С декабря 1944 года - в Будапештской наступательной операции. 24 декабря 1944 года в бою за населённый пункт Панд (12 км восточнее города Сводин, Словакия) гвардии сержант Кузнецов умело корректировал огонь батареи, которая подавила 2 пулемёта, мешавших продвижению пехоты. Выполняя приказ по разведке огневых точек противника, с разведчиками выдвинулся впереди боевых порядков. Разведчики вступили бой с большой группой вражеских солдат и обратили их в бегство. 26 декабря в бою за населённый пункт Кичинд (ныне - Мала-над-Гроном Словакия) был ранен, но продолжал вместе с разведчиками преследовать противника, поражая его живую силу и захватывая в плен отставших солдат. В результате 18 гитлеровцев сдались в плен. Несмотря на серьёзное ранение не ушёл в госпиталь, участвовал в отражении 4 контратак.
Указом Президиума Верховного Совета СССР от 28 апреля 1945 года гвардии сержант Кузнецов Василий Андреевич награждён орденом Славы 1-й степени. Стал полным кавалером ордена Славы.
После госпиталя вернулся в свой полк. 
Участник войны с Японией в августе 1945 года. 
В сентябре 1946 года гвардии старшина Кузнецов был демобилизован.
Жил в городе Нальчик (Кабардино-Балкарская АССР). Работал начальником опорного пункта завода «Севкавэлектронмаш». 
Скончался 26 марта 1987 года. Похоронен в Нальчике.

## Награды
- Орден Отечественной войны I степени (6.04.1985)
- Орден Славы 1-й степени (28.04.1945)[3]
- Орден Славы 2-й степени (19.10.1944)[4]
- Орден Славы 3-й степени (20.02.1944)[5]
- Медаль «За боевые заслуги» (06.11.1942)[6]
- Медаль «За оборону Сталинграда» (1943)
- Медаль «В ознаменование 100-летия со дня рождения Владимира Ильича Ленина» (6 апреля 1970)
- Медаль «За победу над Германией в Великой Отечественной войне 1941—1945 гг.» (9 мая 1945[7])
- Медаль «За победу над Японией» (1945)
- Юбилейная медаль «Двадцать лет Победы в Великой Отечественной войне 1941—1945 гг.» (7 мая 1965[8])
- Юбилейная медаль «Тридцать лет Победы в Великой Отечественной войне 1941—1945 гг.»[9]
- Медаль «Сорок лет Победы в Великой Отечественной войне 1941—1945 гг.»[10]
- Медаль «Ветеран труда»
- Юбилейная медаль «50 лет Вооружённых Сил СССР» (26 декабря 1967[11])
- Юбилейная медаль «60 лет Вооружённых Сил СССР» (28 января 1978[12])
- Знак «25 лет победы в Великой Отечественной войне» (1970)